# EMPAR

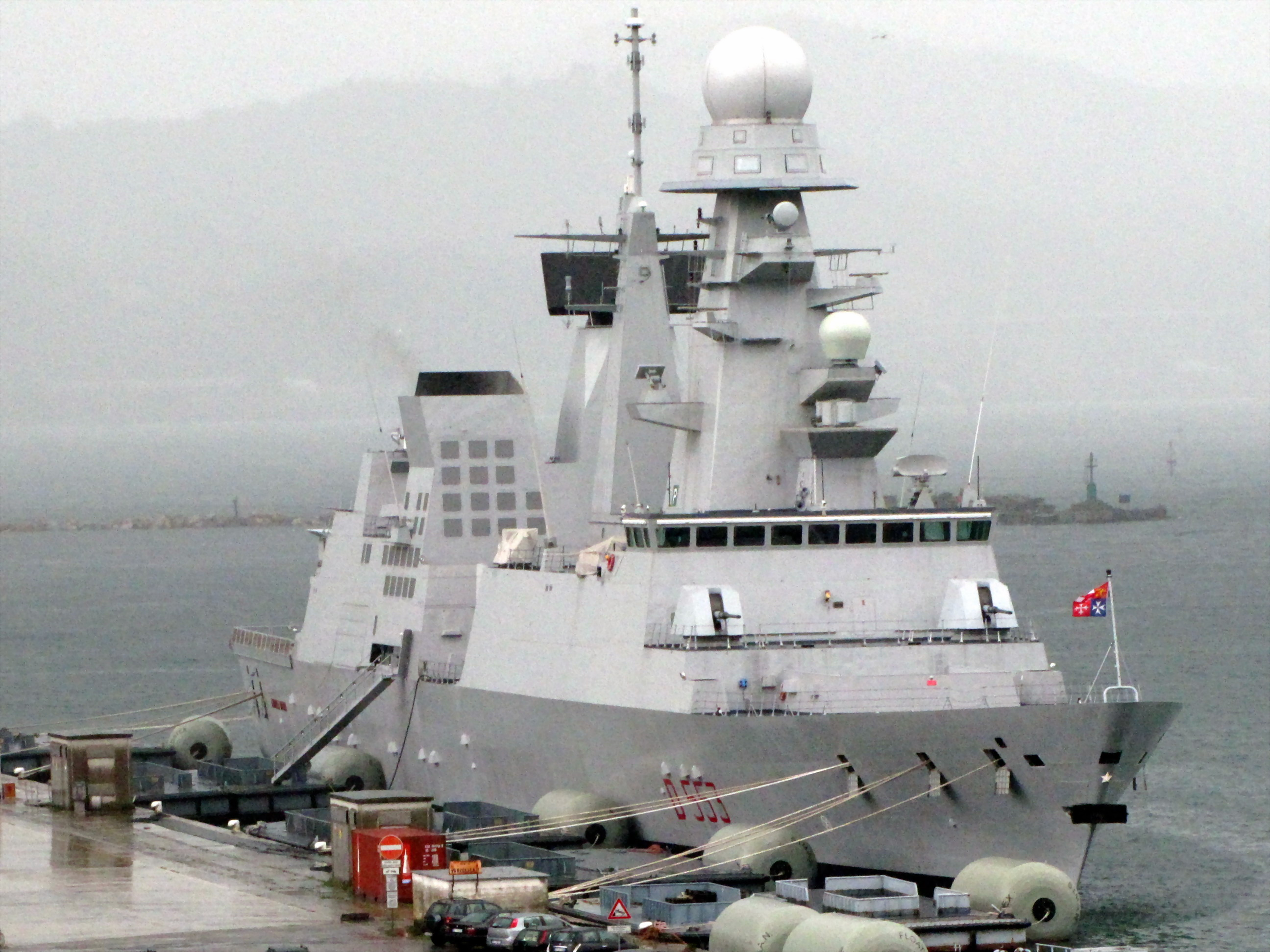
РЛС EMPAR на итальянском эсминце «Андреа Дориа»

EMPAR (European Multifunction Phased Array Radar, Европейская многофункциональная РЛС с фазированной антенной решеткой) — многофункциональная РЛС диапазона C, предназначенная для применения на кораблях среднего и большого водоизмещения (от фрегата и выше). Разработана компанией Selex ES. Представляет собой вращающуюся пассивную фазированную решетку с электронным сканированием луча по углу места. Обеспечивает полнообъёмное сканирование пространства, работу с надводными и низколетящими целями, передачу информации системам управления оружием.

## Детали

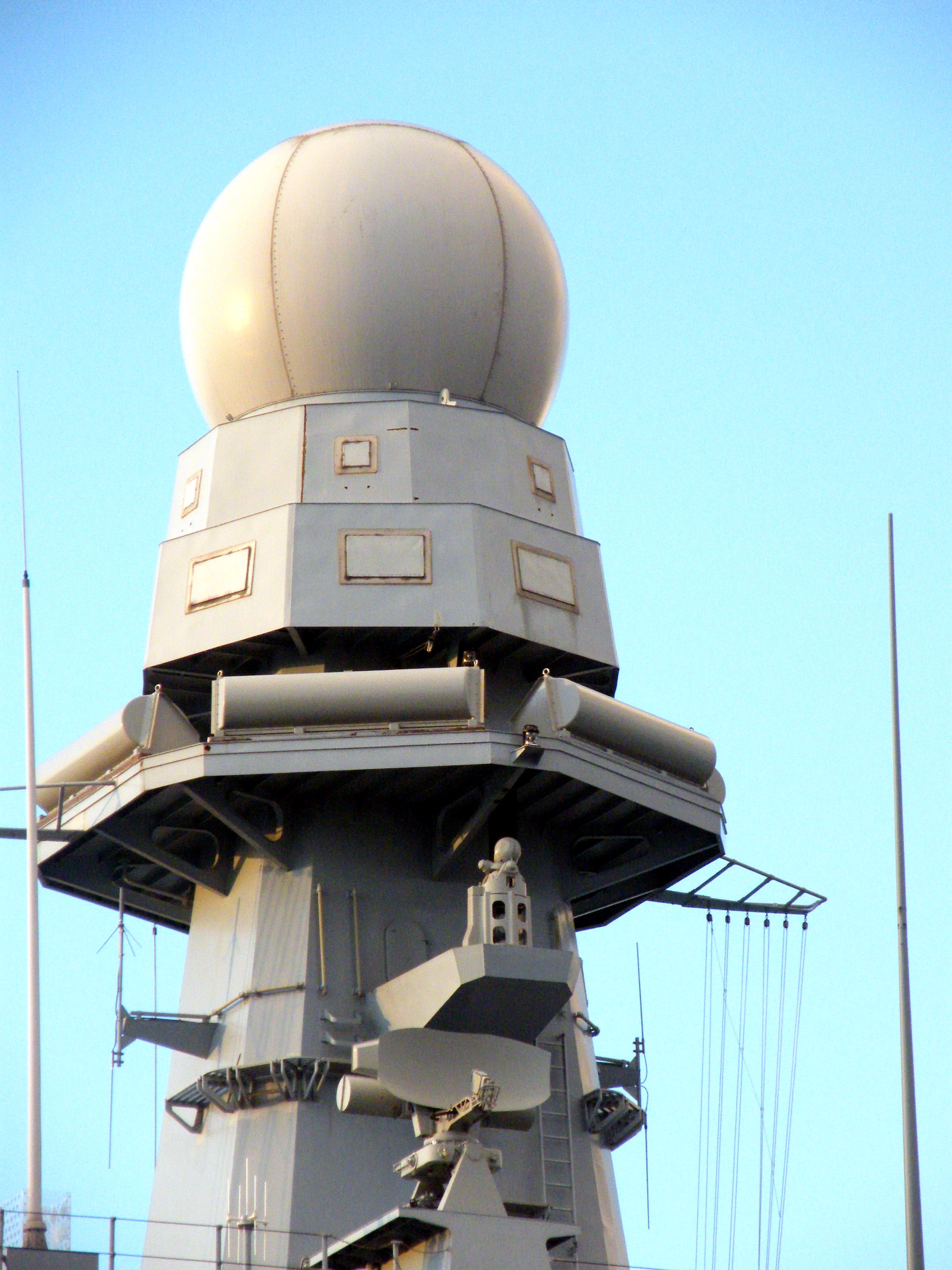
РЛС EMPAR итальянского авианосца «Кавур».

Основная функция EMPAR — трёхкоординатный обзор воздушного пространства (азимут, дальность, угол места) на расстоянии до 300 миль (550 км). Способна отслеживать самолеты и более мелкие цели, такие как ракеты. Система использует единый узкий луч для передачи сигнала и несколько лучей для приема. Управление лучом в вертикальной плоскости электронное, позволяющее осуществлять быстрое сканирование в широком диапазоне пеленгов и/или углов места. Таким образом, он обеспечивает одновременный мониторинг верхней полусферы. Плоские антенны РЛС вращается с частотой 60 об/мин, что позволяет сканировать полусферу с периодом в 1 с, в отличие от более ранних радаров, у которых сканирование полусферы занимало 10 и более секунд. Это важно для систем ПВО с учетом большой скорости современных противокорабельных ракет, таких как П-270 «Москит» или «Брамос».
EMPAR непрерывно анализирует полученные данные и автоматически по мере необходимости меняет частоту и форму сигнала. Как все РЛС с фазированной антенной решеткой, EMPAR устойчива к подавлению системами РЭБ и может работать в условиях сильных помех. EMPAR совместима с системой PAAMS, обеспечивая управление зенитными ракетами «Астер 15» или 30.

## Установки на кораблях
ВМС Алжира
- 1 — УДК Kalaat Béni Abbès[4]

 ВМС Франции
- 2 — эсминцы типа «Форбин» («Горизонт»)

 ВМС Италии
- 1 — авианосец «Кавур»
- 2 — эсминцы типа «Андреа Дориа» («Горизонт»)
- 1 — учебный центр Таранто

## Развитие
MFRA (Многофункциональный активный радар)
На базе EMPAR компанией Selex ES создана MFRA (Multi Functional Radar Active, Многофункциональная активная РЛС) диапазона C с вращающейся активной фазированной решёткой.
MFRA установлена на итальянском фрегате FREMM типа «Бергамини» (10 единиц с 10 РЛС).